# Weidenklinge (Jagst)
Die Weidenklinge ist eine knapp einen Kilometer lange Waldklinge am Jagsttalrand im Gebiet der Gemeinde Mulfingen im Hohenlohekreis im nordöstlichen Baden-Württemberg. Der etwas über einen Kilometer lange, nach ihr benannte Bach aus der Weidenklinge mündet von rechts und Osten etwa anderthalb Kilometer oberhalb des ersten Mulfinger Taldorfs Eberbach in die mittlere Jagst. 

## Geographie

### Verlauf
Der Bach aus der Weidenklinge entsteht erst in der Klinge selbst, eine Talmulde auf der Hochebene zieht sich aber oberhalb von deren scharfem Einschnitt bergwärts weit nach Osten. Dort liegen auf etwa 460–455 m ü. NHN am Rande des Waldes Buchwald zum Ackergewann Vogelherd drei Teiche mit 0,3 ha Gesamtfläche. Unterhalb des letzten beginnt ein Seitengraben eines westwärts neben einem Wirtschaftsweg in der Talmuldenmitte laufenden Feldweges, der aber wohl selten Wasser führt. Nach etwa einem Kilometer schwenken der Feldweg und der Grabenlauf neben ihm zwischen dem wieder an dessen Südseite an den Weg tretenden Wald Birkenlohe und dem Feldgewann Hoher Busch an dessen Nordseite nach Westnordwesten etwas aus der Talmuldenmitte heraus, der Weg wird dort Alte Straße genannt. In der Muldenmitte existiert auf den nächsten etwa 0,3 km mit nun stärkerer Eintiefung kein offener Lauf mehr.  
Erst auf etwa 407 m ü. NHN in der völlig bewaldeten Weidenklinge setzt dann wieder ein Wasserlauf ein, mit einem ein bis drei Meter breiten, von Steinen und Blöcken übersäten Bachbett, das im oberen Klingenbereich oft trocken liegt. Neben dem Bach stehen Eschen, am Hang darüber mehr Buchen- und Ahornbäume. Im unteren Bereich des sich etwa schlängelnden Klingenbachs führt er beständiger, aber nicht sehr viel Wasser. Etwa 0,4 km vor der Mündung verlässt der Bach auf etwa 320 m ü. NHN am unteren Jagsttalhang den Klingenwald ins Wiesengewann Weidenrain, wird darin aber weiterhin von einer recht dichten Baumgalerie begleitet. Etwa hundert Meter vor der Mündung quert ihn die rechts der Jagst laufende L 1025 auf ihrem Abschnitt zwischen den Talorten Langenburg-Bächlingen im Süden und Mulfingen–Eberbach im Norden. Er fließt schließlich auf etwa 278 m ü. NHN von rechts etwa anderthalb Kilometer oberhalb dieses ersten Mulfinger Taldorfs in die mittlere Jagst ein.
Der Bach aus der Weidenklinge mündet nach 1,1 km langem Lauf mit mittlerem Sohlgefälle von etwa 120 ‰ rund 129 Höhenmeter unterhalb seines Ursprungs in der Klinge. Er hat keine Zuflüsse.

### Einzugsgebiet
Die Weidenklinge hat ein etwa 1,4 km² großes Einzugsgebiet. Es erstreckt sich von einer etwa 474 m ü. NHN erreichenden Waldkuppe im Buchwald, dem höchsten Punkt darin, etwa 2,9 km westwärts bis zur Mündung des Baches aus der Weidenklinge. Quer dazu ist es bis zu 0,7 km breit. Es gehört zum Naturraum der Kocher-Jagst-Ebenen. Das östliche und mittlere Einzugsgebiet liegt darin im Unterraum Bartenstein-Langenburger Platten der Östlichen Kocher-Jagst-Ebene, das westliche ab der unteren Klinge dagegen im Unterraum Mittleres Jagsttal des Jagsttals.
Am hohen Ostrand, am Südrand und in der Klinge steht meist Wald, die Hochebene zwischen dem Buchwald und der Weidenklinge dagegen wird fast ganz beackert. Die einzigen Gebäuden im Einzugsgebiet sind eine Biogasanlage und ein Großstall am Nordrand, die zum selbst außerhalb liegenden Weiler Brüchlingen der Gemeinde Blaufelden gehören. Im Gemeindegebiet Blaufeldens liegt das östliche Einzugsgebiet, in demjenigen von Mulfingen das westliche.
Reihum grenzen die Einzugsgebiete der folgenden Nachbargewässer an:
- Im Nordnordwesten läuft der Bach durch die nächste rechte Flusstalseitenklinge, auf der amtlichen Gewässerkarte als Himmelreich bezeichnet, in etwa selber Richtung zu seiner Mündung in die Jagst wenig abwärts;
- das Gebiet jenseits der nordöstlichen Wasserscheide entwässert zum größeren Rötelbach, der noch weiter abwärts in Mulfingen-Eberbach in die Jagst mündet;
- im Süden fließt der ebenfalls größere Holderbach etwas weiter aufwärts in die Jagst.

Der größte Teil des Mulfinger Anteils am Einzugsgebiet mit der gesamten Klinge und bis hinauf zur sogenannten Alten Straße, der nordnordwestlichen Fortsetzung des Feldwegs in der Talmuldenmitte auf der Hochebene, liegt im Landschaftsschutzgebiet Jagsttal mit Nebentälern und angrenzenden Gebieten zwischen Kreisgrenze Schwäbisch Hall und Gemeindegrenze Krautheim/Schöntal.

## Geologie
Im Einzugsgebiet stehen von Ost nach West triassische Schichten an, vom Lettenkeuper (Erfurt-Formation) in dessen östlicher Hälfte über den Oberen Muschelkalk auf dem größten, schon oberhalb der Weidenklinge beginnenden Abschnitt, bis hinunter zum Mittleren Muschelkalk ab der Mitte der Klinge und zuletzt dem Unteren Muschelkalk am unteren Jagsttalhang. In der Klinge liegt auf dem Muschelkalk quartärer Hangschutt. Am Unterhang des Jagsttales vor der Klinge liegt ein Schwemmschuttfächer in der flacheren Bachmulde. Einige rheinisch (Nordnordost nach Südsüdwest) streichende Störungen werden im Einzugsgebiet vermutet, eine davon im Bereich der Weidenklinge.
Die Gewässerarmut im Einzugsgebiet legt nahe und eine große Muldendoline an der südlichen Wasserscheide zeigt, dass der Muschelkalk im Einzugsgebiet verkarstet ist. Eine ältere Karte zeigt inmitten der damals noch weglosen Muldenmitte auf der Hochebene eine weitere Doline, die aber inzwischen anscheinend verfüllt wurde. Eine Depression von nicht ganz kleiner Fläche in einem Acker vor dem Ostrand der Birkenlohe lässt eine weitere ehemalige Doline vermuten.

### LUBW
Amtliche Online-Gewässerkarte mit passendem Ausschnitt und den hier benutzten Layern: Bach aus der Weidenklinge und deren Einzugsgebiet

Allgemeiner Einstieg ohne Voreinstellungen und Layer: Daten- und Kartendienst der Landesanstalt für Umwelt Baden-Württemberg (LUBW) (Hinweise)
1. 1 2 3 4 5  Höhe nach dem Höhenlinienbild auf dem Hintergrundlayer Topographische Karte.
2. ↑  Länge nach dem Layer Gewässernetz (AWGN).
3. ↑  Einzugsgebiet abgemessen auf dem Hintergrundlayer Topographische Karte.
4. ↑  Seefläche nach dem Layer Stehende Gewässer.
5. ↑  Länge abgemessen auf dem Hintergrundlayer Topographische Karte.
6. ↑  Natur teilweise nach dem Layer Geschützte Biotope.
7. ↑  Schutzgebiet nach dem einschlägigen Layer.
8. ↑  Doline nach dem Layer Geschützte Biotope.

### Andere Belege
1. ↑  Wolf-Dieter Sick: Geographische Landesaufnahme: Die naturräumlichen Einheiten auf Blatt 162 Rothenburg o. d. Tauber. Bundesanstalt für Landeskunde, Bad Godesberg 1962. → Online-Karte (PDF; 4,7 MB)
2. ↑  Geologie nach den Layern zu Geologische Karte 1:50.000 auf: Mapserver des Landesamtes für Geologie, Rohstoffe und Bergbau (LGRB) (Hinweise)
3. ↑  Frühere Doline nach:
  - Meßtischblatt 6725 Gerabronn von 1938 in der Deutschen Fotothek